# 야마노우치정
야마노우치정(일본어: 山ノ内町 야마노우치마치[*])은 일본 나가노현 북동부에 있는 시모타카이군의 정이다. 정내의 시가 고원과 유다나카시부 온천향 등은 관광지로 유명하다.

## 지리
동서 약 39km, 남북 12km, 고도는 주소가케의 424m부터 이와스게산의 2,341m까지 다양하다. 면적의 90% 이상이 산림 원야이다. 하안단구와 선상지에는 취락·논 외에도 사과·포도·복숭아 등의 경작지가 경사면에 퍼져 있다. 하천 유역은 화산 활동의 영향으로 온천지가 퍼져 있다.
겨울은 동해에서 오는 습기찬 공기가 높은 산에 부딪혀 강설이 많고 산허리는 스키장으로 이용되고 있다. 또 강수량이 많고 화산성 지질이며 고도 차이가 심해 요마세강 수계에서는 가끔 수해가 발생했다. 현 경계에 걸치는 시나노강(지쿠마강)의 지류이기 때문에 1급 하천으로 국가가 관리하고 있다.
고원에는 화산 활동의 흔적 때문에 크고 작은 70개 이상의 다습한 초원, 연못이 점재하고 고산식물과 야수새(野獣鳥)가 서식하며 겐지보타루(반딧불)와 같은 드문 식생을 관찰할 수 있다.

## 역사
- 1889년 4월 1일 - 시정촌제 시행으로 시모타카이군 히라오촌, 야마세촌, 호나이촌이 성립하였다.
- 1954년 4월 1일 - 시모타카이군 히라오촌이 정으로 승격해 히라오정이 되었다.
- 1955년 4월 1일 - 시모타카이군 히라오정, 야마세촌, 호나미촌이 합병해 야마노우치정이 탄생했다.

## 인구
| 연도 | 인구   | ±%     |
| ---- | ------ | ------ |
| 1940 | 15,617 | —      |
| 1945 | 19,937 | +27.7% |
| 1950 | 20,114 | +0.9%  |
| 1955 | 20,418 | +1.5%  |
| 1960 | 19,645 | −3.8%  |
| 1965 | 19,537 | −0.5%  |
| 1970 | 19,166 | −1.9%  |
| 1975 | 19,022 | −0.8%  |
| 1980 | 18,964 | −0.3%  |
| 1985 | 18,546 | −2.2%  |
| 1990 | 17,680 | −4.7%  |
| 1995 | 16,951 | −4.1%  |
| 2000 | 15,900 | −6.2%  |
| 2005 | 14,704 | −7.5%  |
| 2010 | 13,679 | −7.0%  |
| 2015 | 12,429 | −9.1%  |

## 교통

### 철도
- 나가노 전철 나가노선

### 도로
- 국도 292호선
- 국도 403호선